# Buk u Harta
Buk u Harta je památný strom, mohutný buk lesní (Fagus sylvatica) v Karlových Varech v městské čtvrti Drahovice. Roste u místní komunikace ve Hřbitovní ulici, při okraji zahrádkářské osady, přibližně 700 m od hřbitova. Jeho mohutný a hluboce rozbrázděný kmen se spirálovitě stáčí a ve výšce čtyř metrů rozděluje do dvou silných hlavních kosterních větví. Obvod kmene měří 534 cm, hustá a široká koruna stromu lahvovitého tvaru sahá do výšky 16,5 m (měření 2014). V říjnu roku 2019 měl tento strom výšku 18 m a obvod kmene ve 130 cm nad zemí byl 563 cm.
Buk je chráněn od roku 1986 jako esteticky zajímavý strom, významný stářím a vzrůstem.

## Stromy v okolí
- Hrušeň v Drahovicích
- Dub Moudrosti
- Mozartův dub